# Pantbanken
Pantbanken (engelska: The Pawnshop) är en amerikansk stumfilm från 1916 i regi av Charlie Chaplin, med Charlie Chaplin, Henry Bergman, Edna Purviance och Eric Campbell i rollerna. Filmen var Charlie Chaplins sjätte film för Mutual Film Corporation och hade urpremiär i USA 2 oktober 1916.

## Handling
Chaplin spelar i denna kortfilm ett biträde på en pantbank. På vanligt Chaplin-maner blir han inblandad i slagsmål, han förolämpar kunder och flörtar med pantbanksägarens dotter. En kund som utger sig för att vara intresserad av att köpa diamanter visar sig vara en rånare. När rånaren drar sitt vapen blir han till slut övermannad av biträdet. (Chaplin)

## Rollista
- Charles Chaplin - Pantbanksbiträde
- Henry Bergman - Pantbankens ägare
- Edna Purviance - Hans dotter
- John Rand - Pantbanksbiträde
- Eric Campbell - Rånare
- Albert Austin - Kund med klocka
- Wesley Ruggles - Kund med ring